# Zona neutral entre el río Sabina y el arroyo Hondo

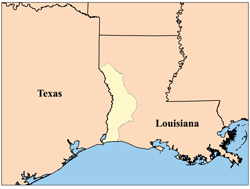
Zona neutral entre el río Sabina y el arroyo Hondo.

La zona neutral entre el río Sabina y el arroyo Hondo, franja neutral del Sabina, territorio neutral, tierra neutral o tierra de nadie, conocido en algunas fuentes estadounidenses como Estado Libre del Sabine, fue una franja de territorio no organizado junto al río Sabine entre las posesiones coloniales españolas del Virreinato de Nueva España y la recién adquirida Luisiana de Estados Unidos, cuyos límites exactos se discutían, razón por la que persistió su estatus especial entre 1806 y 1821, cuando fue anexado al estado de Luisiana.

## Antecedentes
Desde el establecimiento en 1699 de la colonia de Luisiana, como parte de la Nueva Francia, España vigilaba descuidadamente los pasos de la expansión francesa, sin reaccionar ante las sucesivas aproximaciones francesas a los territorios hispanos (como el traslado de la capital desde Biloxi a Nueva Orleans en 1722).
La primera reacción española se produjo alrededor de 1734, cuando Manuel Sandoval, gobernador de Texas, fue reprendido por no reaccionar ante el traslado del Fuerte Natchitoches de la orilla Este a la Oeste del río Rojo (afluente del Misisipí), considerado por España como fronterizo.
En 1740 le fue encomendada al gobernador Prudencio de Orobio y Basterra una investigación sobre el avance francés. Otras investigaciones fueron llevadas a cabo en 1744 y 1751. La encomienda fue repetida por el gobernador Jacinto de Barrios y Jáuregui en 1753, determinando que los franceses habían avanzado en territorio texano hasta el río Arroyo Hondo, también llamado Calcasieu, un tributario occidental del río Rojo.
Por el Tratado de Fontainebleau (1762), Francia cedió la Luisiana a España, para que entrara como su aliada en la Guerra de los Siete Años, y la existencia de la extensa Luisiana española acabó temporalmente con los problemas de delimitación de las fronteras del territorio, que desde entonces fue gobernado desde La Habana.

## Retrocesión de Luisiana a Francia
El 1 de marzo de 1800 se firmó el Tratado secreto de San Ildefonso, lo que conllevó la cesión a la Francia de Napoleón Bonaparte de Luisiana, aunque manteniendo España el derecho preferente de recuperar el territorio, cuyos límites precisos seguían sin ser establecidos.
Aunque el Tratado instó a la cesión a partir del 1 de octubre de 1800, Francia no se hizo con el control del mismo hasta el 30 de noviembre de 1803, cuando ya habían fracasado los intentos napoleónicos de reconstituir la América Francesa y se negociaba la venta a los Estados Unidos.

## Compra de Luisiana por los Estados Unidos
Después de una serie de negociaciones, el 2 de mayo de 1803 se firmó el tratado, fechado el 30 de abril, de venta de la Luisiana a los Estados Unidos por un monto de 15 millones de dólares.
Nueva Orleans fue cedida el 20 de diciembre de 1803 y el resto del territorio el 10 de marzo de 1804, cuya ocupación se hizo efectiva el 1 de octubre de 1804, organizándose como el Territorio de Orleans y el Distrito de Luisiana, bajo control del Territorio de Indiana.

## Disputa de límites entre España y Estados Unidos
Después de la adquisición del territorio por los Estados Unidos, estos no sólo reclamaron los mismos límites que habían establecido los franceses, pero que no eran reconocidos por España, sino que abogaban por su extensión hasta el río Bravo, aunque de hecho se limitaron hasta el río Sabine, frente a las reclamaciones españolas que ponían el límite en el Arroyo Hondo.
Las negociaciones se desarrollaron hasta su ruptura en 1805, dando paso a choques verbales y armados entre octubre de 1805 y octubre de 1806.

## El establecimiento de la Tierra de Nadie
A pesar de la tensión, ninguno de los contendientes deseaba un conflicto armado, por lo que los gobernadores militares de la zona, el teniente general Simón de Herrera por España y el general James Wilkinson por los Estados Unidos, llegaron a un acuerdo informal de no agresión y al establecimiento de una franja neutral el 5 de noviembre de 1806, aunque no se delimitaron las fronteras. Aunque no adquería la categoría de tratado formal, en general fue respetado por ambas partes, salvo en el incumplimiento, por ambos, de la prohibición de establecer nuevos colonos.
La franja desmilitarizada estaba delimitada entre el Arroyo Hondo al oeste y el río Sabine al este. Al sur llegaba hasta el golfo de México y el norte se asumió (sin especificar) la línea del paralelo 32°.

## La resolución del conflicto
En 1819 se llegó al Tratado Adams-Onís, ratificado en 1821, por el que se marcaron los límites de ambos estados y la renuncia a reclamaciones futuras. Cuando a finales de 1821 México se independizó, asumió dicho tratado.

Artículo 3º: La línea divisoria entre los dos países al occidente de Misisipi, arrancará del seno mejicano en la embocadura del río Sabine en el mar; seguirá al norte por la orilla occidental de este río hasta el grado 32° de latitud, desde allí por una línea recta al norte hasta el grado de latitud en que entra en el río Rojo de Natchitochez (Red River), y continuará por el curso del río Rojo al oeste hasta el grado 100 de longitud occidental de Londres y 23 de Washington, en que cortará este río (...)